# Great Crack
Le Great Crack, toponyme anglais signifiant littéralement en français « Grande Fissure », est une fissure volcanique des États-Unis située à Hawaï, sur le Kīlauea. Elle résulte de la fissuration d'une partie du volcan sous l'effet de l'intrusion du magma sous-jacent et qui est à l'origine de l'éruption de 1823 dans la partie basse des fissures.

## Géographie
Le Great Crack est situé aux États-Unis, dans le sud-est de l'archipel, de l'île et de l'État d'Hawaï. Il se trouve sur le rift Sud-Ouest du Kīlauea, au sud-ouest de la caldeira sommitale. Administrativement, il est inclus dans le district de Kaʻū du comté d'Hawaï. Il matérialise une partie de la limite du parc national des volcans d'Hawaï dans sa moitié supérieure tandis que sa moitié inférieure s'étend hors du parc,.
En surface, le Great Crack prend la forme d'un alignement de fissures et de failles étirées sur treize kilomètres de longueur entre le littoral de l'océan Pacifique au sud et le désert de Kaʻū au nord selon une orientation sud-sud-ouest-nord-nord-est,,. Les plus grandes atteignent 18 mètres de largeur et 18 mètres de profondeur.
Le Great Crack est formé par l'intrusion du magma sous le Kīlauea. Cet apport de matériau soulève la surface du volcan, ce qui s'est traduit dans ce secteur par ces fissures dont les deux bords n'ont pas subi de déplacement horizontal comme dans les failles normales, signe qu'il s'agit d'une simple distension du sol. Ainsi, contrairement à certaines autres failles qui affectent le Kīlauea et qui ont créé des pali, le Great Crack n'est pas associé à un phénomène de glissement d'un pan du volcan dans l'océan Pacifique comme c'est le cas du Hilina Slump. Il est donc improbable que le Great Crack soit la cause d'un effondrement massif du flanc du volcan.

## Histoire
La date de formation du Great Crack est inconnue. La seule et unique éruption connue de la fissure est l'éruption Keiawa. De février à juillet 1823, elle est marquée par le jaillissement d'un volume de 12 × 106 m3 de lave sur dix kilomètres de longueur dans la partie basse de la fissure, entre 580 et 75 mètres d'altitude,. Accompagnées d'explosions phréatiques peu puissantes puisque d'indice d'explosivité volcanique de 0, les coulées qui se forment atteignent l'océan Pacifique tout proche,. Des morts et des dégâts matériels sont toutefois à déplorer. Cette lave relativement récente qui tapisse les rebords de la fissure sur la majorité de sa longueur constitue un bon indicateur de ses mouvements. En effet, aucun changement d'aspect n'a été constaté depuis l'éruption, y compris lors des séismes de 1868 d'une magnitude de 7,9 et de 1975 d'une magnitude de 7,2.